# ブロード・チャンネル駅
ブロード・チャンネル駅（英: Broad Channel）はクイーンズ区ブロードチャンネルのノエル・ロードとウェスト・ロード交差点に位置するニューヨーク市地下鉄INDロッカウェイ線の駅である。A系統とロッカウェイ・パーク・シャトルが終日停車する。

## 歴史
1880年にニューヨーク・ウッドヘイブン・アンド・ロッカウェイ鉄道によって駅は開業し、その後ロングアイランド鉄道の駅になった。
ロングアイランド鉄道の時代は、駅は2つあるロッカウェイ・ビーチ支線とファー・ロッカウェイ支線の接続点の1つとなっていた（もう1つはハンメルズ駅）。しかし、1950年に当駅とザ・ローント駅の間で火災が発生した。
1955年10月3日にロッカウェイ・ビーチ支線オゾン・パーク駅以南はニューヨークシティ・トランジット・オーソリティに売却され、1956年6月28日に地下鉄駅として営業を再開した。
その後、2012年に駅はハリケーン・サンディによって被災し、大きな傷害を受けた。その後、2013年5月30日に営業を再開、1番列車はニューヨーク交通博物館展示のR1電車だった。その後、2018年にハンメルズ信号場の工事のため、4月9日から5月18日にかけてロッカウェイ・パーク方面が、同年7月1日から9月3日にかけてファー・ロッカウェイ方面が閉鎖された。この期間ロッカウェイ・パーク・シャトルはファー・ロッカウェイ-モット・アベニュー駅とロッカウェイ・パーク-ビーチ116丁目駅の間を走っていた。

## 駅構造
| M          | 跨線橋                       | ホーム間連絡通路 |
| P ホーム階 | 相対式ホーム、右側ドアが開く | 相対式ホーム、右側ドアが開く |
| P ホーム階 | 北行線                       | ← インウッド-207丁目駅行き（ハワード・ビーチ-JFKエアポート駅） ← 到着線（当駅止まり） |
| P ホーム階 | 南行線                       | → ファー・ロッカウェイ-モット・アベニュー駅行き（ビーチ67丁目駅） → → 夕ラッシュ：ロッカウェイ・パーク-ビーチ116丁目駅行き（ビーチ90丁目駅） → → ロッカウェイ・パーク-ビーチ116丁目駅行き（ビーチ90丁目駅） → |
| P ホーム階 | 相対式ホーム、右側ドアが開く | |
| G          | 地上階・駅舎                 | 出入口、改札口、駅員詰所、メトロカード券売機 |

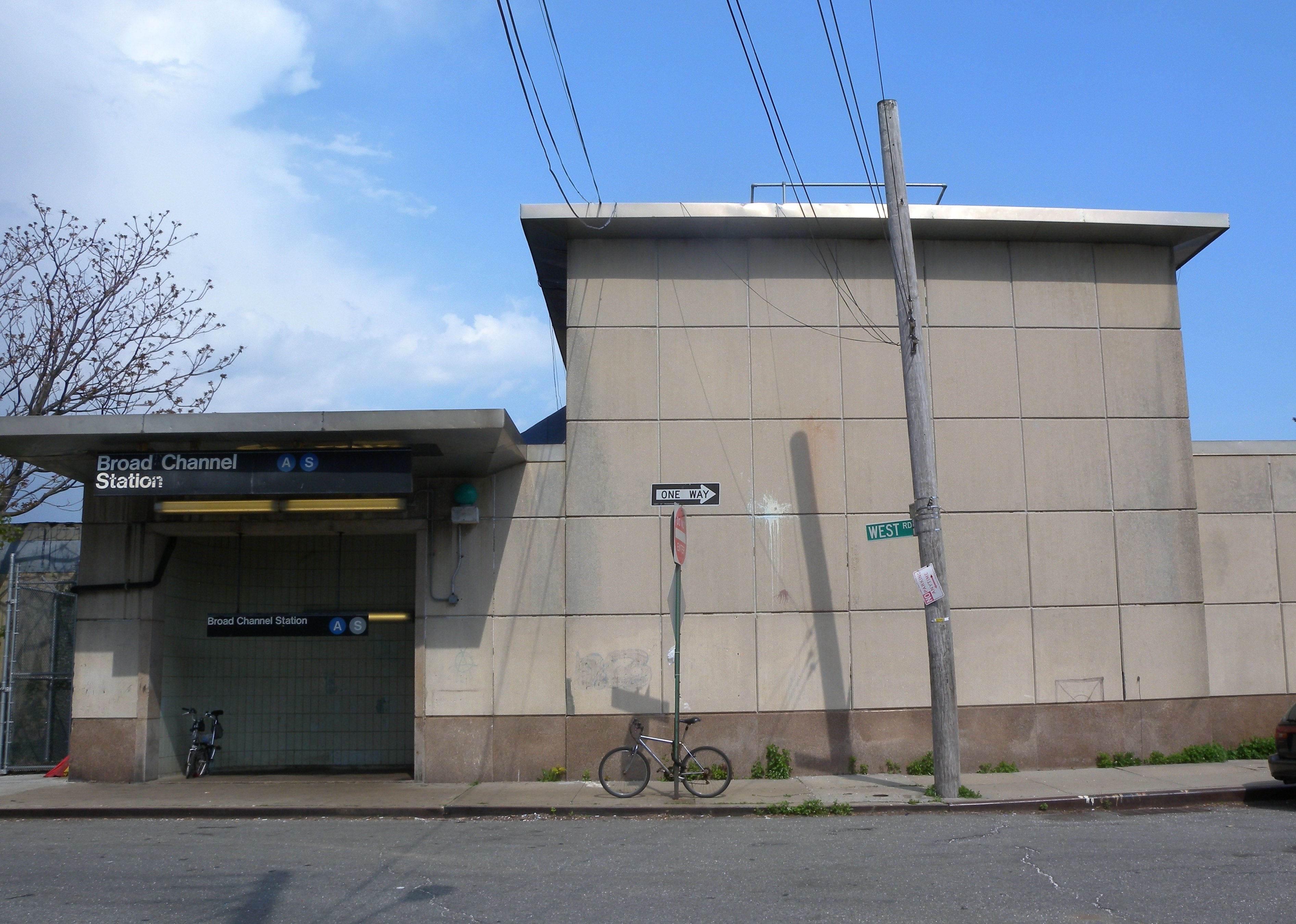
入口

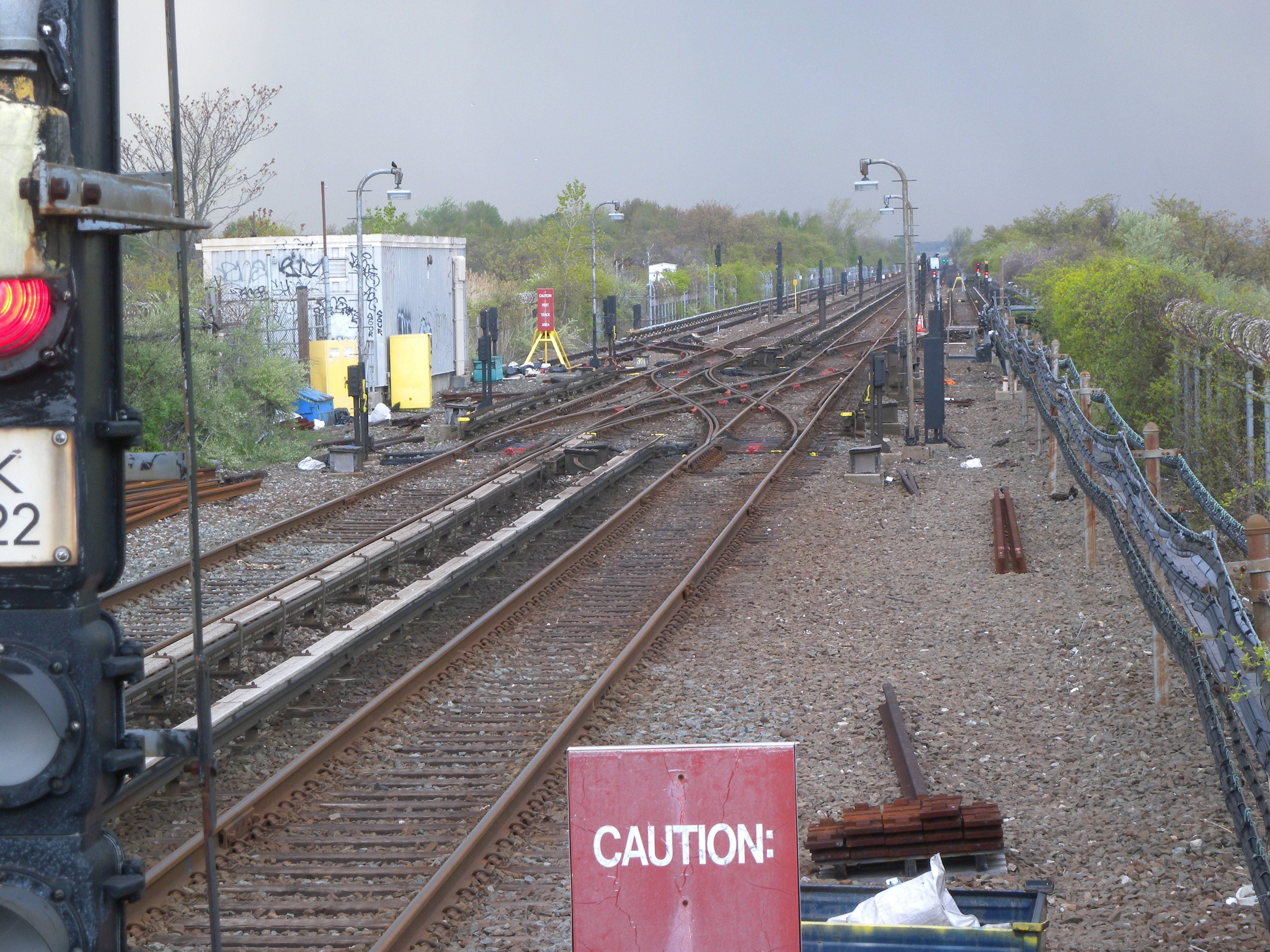
駅北側の転轍機

相対式ホーム2面2線で、幅は約12フィート (3.7 m)で有効長は約660フィート (200 m)である。
駅の北に転轍機があり4線に分岐する。中央2線が本線、東側1線がロッカウェイ・パーク・シャトルの引上げ線、西側1線は試運転などで使用される線路になっている:13-29-13-32:1–3。有効長は引上げ線が600フィート (180 m)、試運転線が10,000フィート (3,000 m)である。
北へ進むとジャマイカ湾を跨ぐ橋があり、それを超えるとハワード・ビーチ-JFKエアポート駅がある。当駅とハワード・ビーチ駅との間は3.5マイル (5.6 km)あり地下鉄内で最長となっている。駅南にあるハンメルズ信号場でファー・ロッカウェイ方面とロッカウェイ・パーク方面に分岐する。

### 出口
ホーム上に改札がある。改札からはノエル・ロードとウェスト・ロード交差点の東側に出る:9。なお、ロッカウェイ方面ホームには出口専用改札がある:35。

## 乗降客数

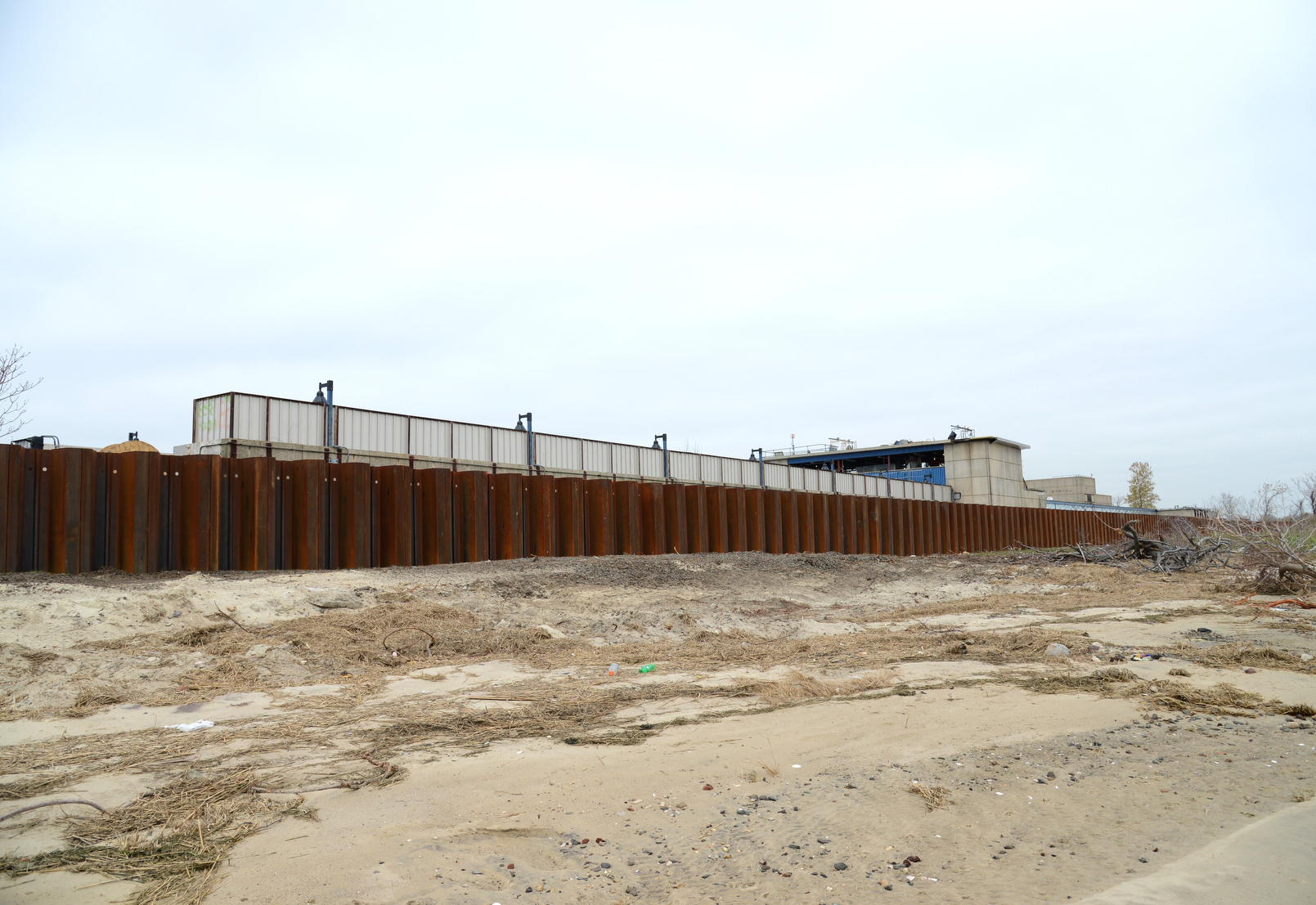
防潮堤の補強工事（改装中）

ブロードチャンネルの人口は3000人未満であり、これを影響してか2016年では営業中の地下鉄駅で最も利用者数が少ない駅であった。1985年の平日の1日平均利用者数は224人だった。2016年現在でも同利用者数は310人に過ぎない。なお、駅はA系統とロッカウェイ・パーク・シャトルとの重要な乗換駅となっているため、時折混雑する。

## 画像

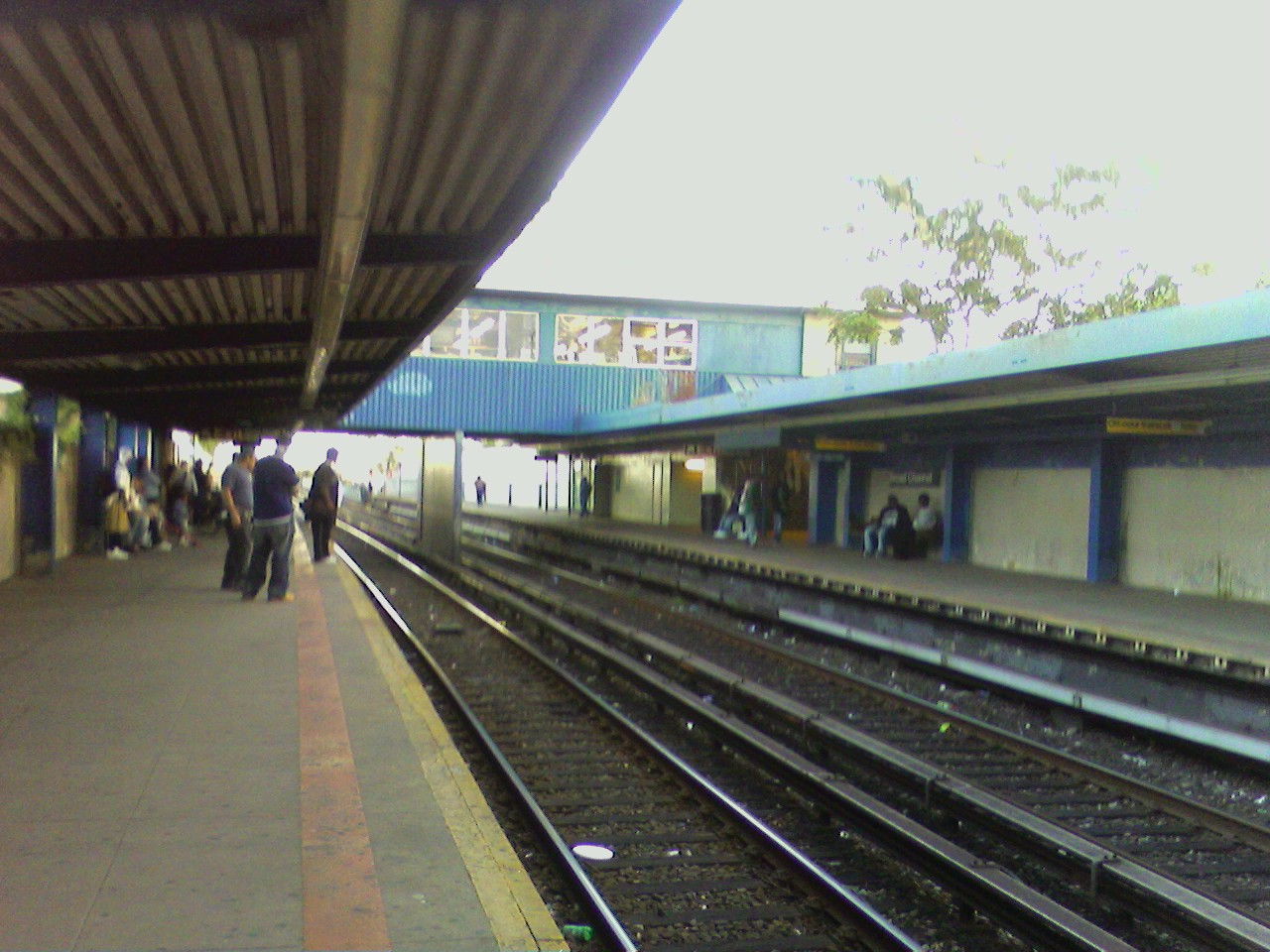
改装前のホーム
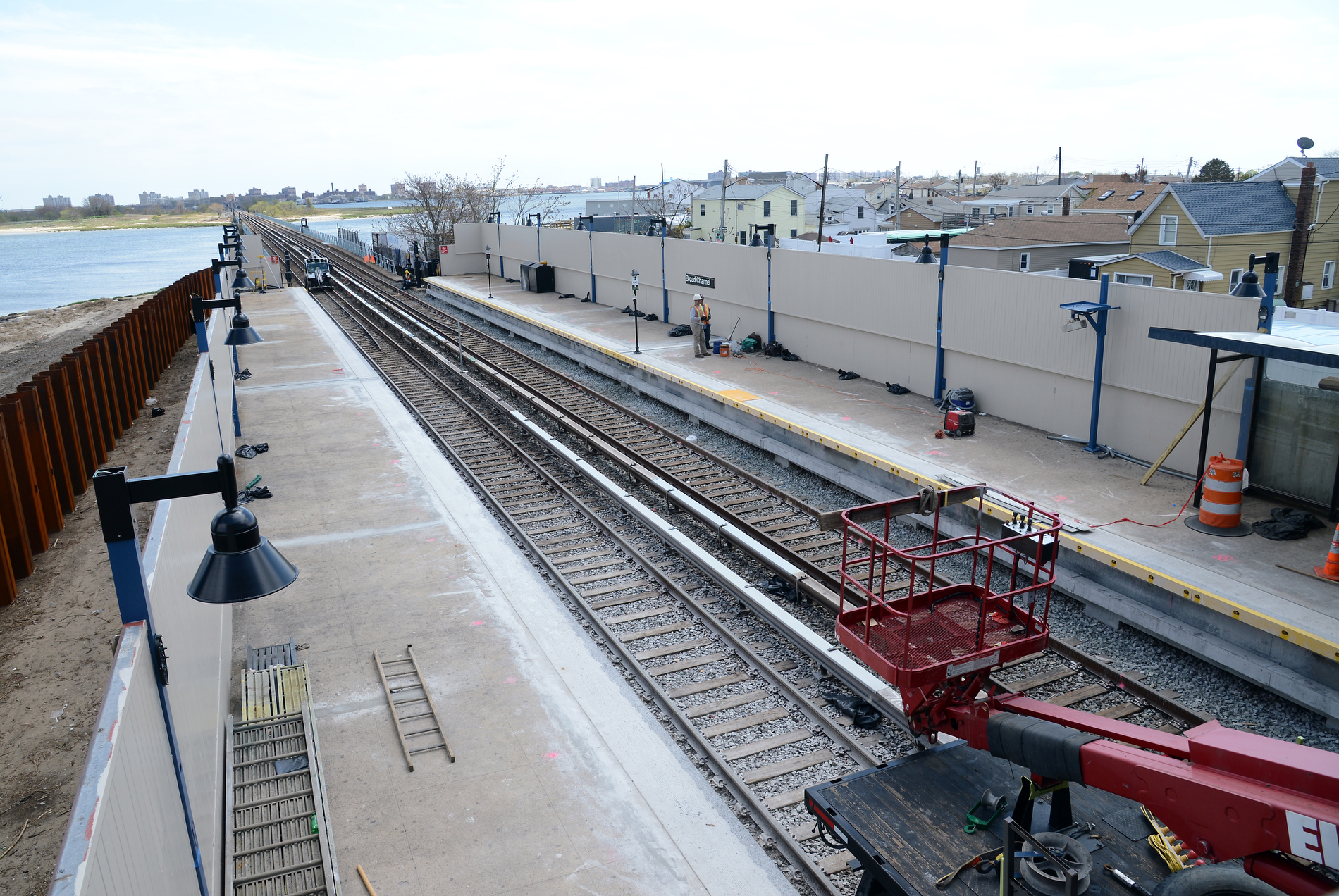
改装の様子
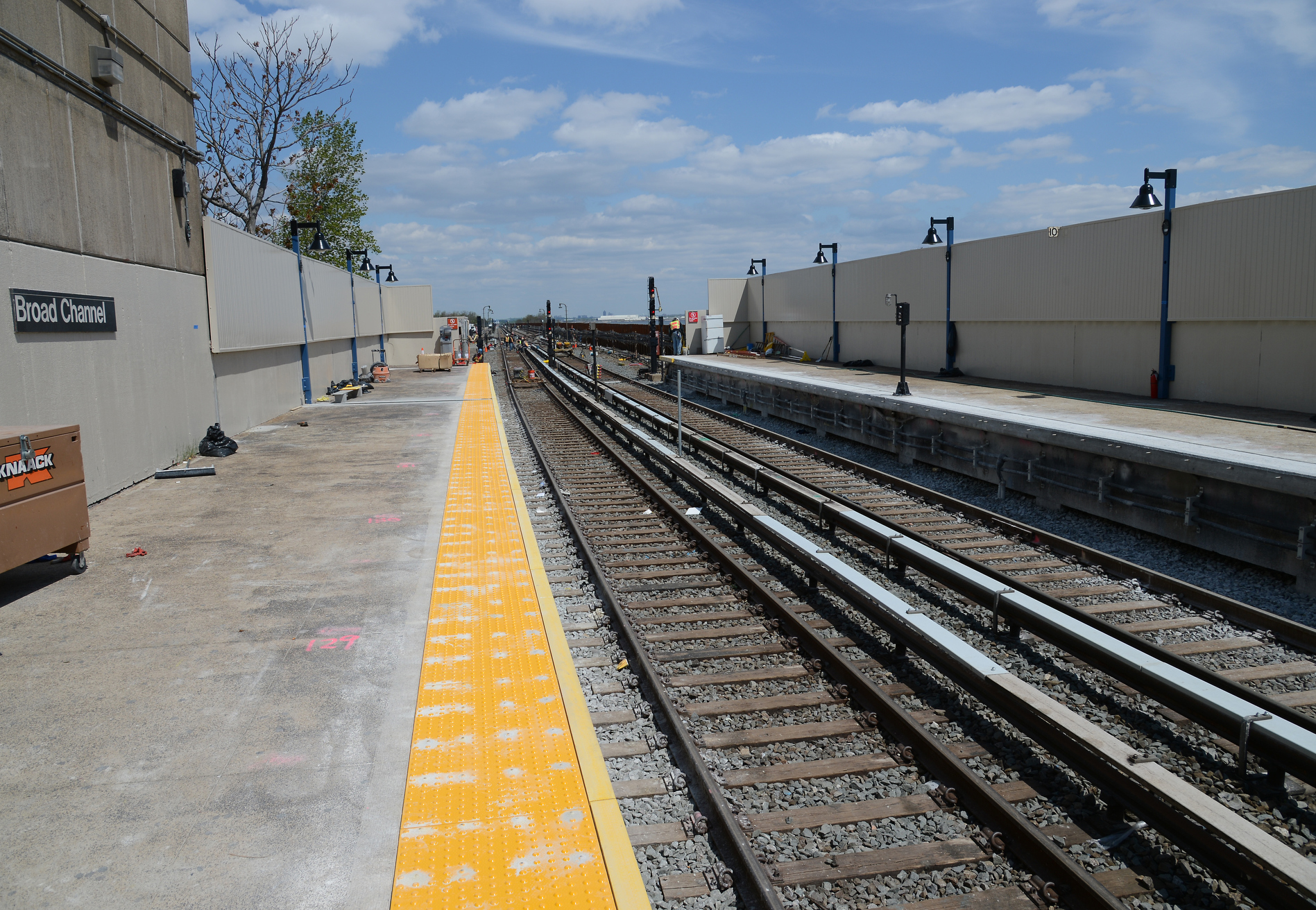
改装の様子
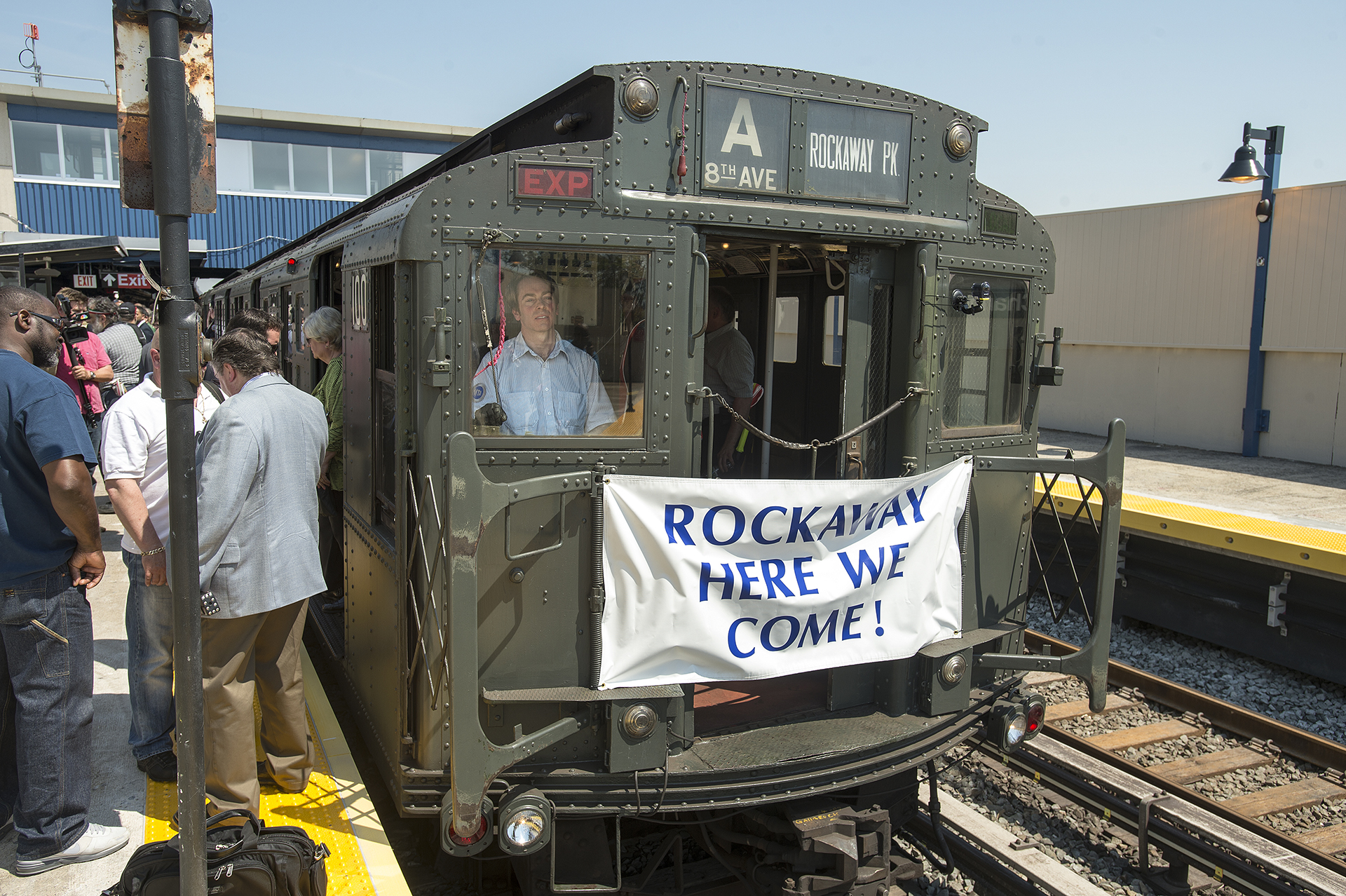
営業再開後の1番列車